# Верхоуслино
Верхоуслино — деревня в России, входит в состав Салобелякского сельского поселения Яранского района Кировской области.
Расположена на реке Усла (приток реки Ярань).
В 2008 году силами жителей деревни построена деревянная часовня. 31 мая 2009 года часовня освящена в честь Святой Троицы.

## География
Деревня находится на расстоянии приблизительно 25 километров (по прямой) к юго-востоку от города Яранск, административного центра района.

## История
Дата основания — 1809 год. В документах, хранящихся в Государственном архиве Кировской области, имеется соответствующая запись:
«…вновь заведенный Починок Верхоуслинский поселившихся по указу Казённой палаты в 1809 году из разных деревень…».
"ВЕРХОУСЛИНО, д., центр ВЕРХОУСЛИНСКОГО сельского округа и сельскохозяйственного кооператива «Верхоуслинский».
Дата основания — 1646 г. На 1 января 2001 г. число жителей округа — 242 чел. Расположена в юго-восточной части р-на.
Согласно легенде основали деревню две семьи Мезенцевых, приехавшие с р. Мезень (ныне Арбажский р-н), поселились на берегу реки, кругом был густой лес. Постепенно стали приезжать и др. семьи. В 1913 г. в деревне было 73 хоз-ва (в личной собственности имелось 100 коров, 7 ветряных мельниц, торговая лавка). Земская школа организована в 1903 г.
В конце 1929 г. была организована коммуна «Двигатель революции» (вошло 12 хоз-в), колхоз создан в мае 1931 г. Построены были конные (было много лошадей) и скотные дворы, льномяльный комплекс, три молотильных сарая, большой Дом культуры, ясли, контора. Колхоз участвовал в ВСХВ (свиновод Ф. С. Безденежных получил по 28 поросят от свиноматки, был приглашен в Москву). В хоз-ве были первые тракторы «Форд-зон», конные жатки, но многие работы выполнялись вручную.
В годы войны на фронт ушли 46 чел., вернулись только 13 чел. Я. П. Горбунов стал кавалером ордена Славы II и III степени. Подвиг Зои Космодемьянской повторила на Псковской земле радистка-разведчица из группы «Вера», уроженка деревни, учитель немецкого языка, студентка Горьковского института иностранных языков Анфиса Горбунова (1919—1942). Ее именем названы улицы в Верхоуслино, Яранске и Кирове.
В 1950-е гг. мелкие колхозы округа начали объединяться в более крупные хоз-ва. В августе 1965 г. из крупного колхоза создали три совхоза, в т. ч. совхоз «Верхоуслинский», который объединил 12 селений (население — 981 чел., 247 хоз-в).
Появились новые фермы, жилые щитковые дома, столовая, механический зерноток, мастерская по ремонту сельхозтехники, три скважины для обеспечения водой, рейсовый автобус Яранск-Верхоуслино. В деревне имеются школа, медпункт, почта, узел связи, магазин, здание администрации округа".